# Muhammad ibn Shah Walad
Muhammad ibn Shah Walad fou un príncep i sultà jalayírida fill de Shah Walad i de Tandura Khatun.
A la mort del seu germà Uways II en combat el 1421, el va succeir, quan no devia tenir gaire mes de 15 anys i va governar durant no gaire mes de dos anys. Va morir el 1423/1424 sense que les referències especifiquin les causes, però per l'edat es pot suposar que fou en combat. Governava poc més que una estreta franja de territori als dos costats del Shatt al-Arab.
No tenia germans, fills ni nebots, i la successió va recaure en el seu cosí Husayn II (Husayn ibn Ala al-Dawla), fill d'Ala al-Dawla i net de Ahmad ibn Uways.